# Sofi Mchejan
Sofi Mchejan, född 8 april 1984 i Jerevan, är en armenisk sångerska. År 2005 utsågs Mchejan till Armeniens bästa nya artist och hon utsågs till årets bästa kvinnliga sångare i Armenien 2010.

## Karriär
Mchejan inledde sin karriär år 2005, och samma år utsågs hon till årets nykomling i Armenien. Hennes debutalbum innefattar 10 låtar, däribland en duett med sångerskan Sirusjo. Hennes andra album, Lujs chavarum, släpptes den 25 september 2009. Titelspåret blev en av de populäraste låtarna i landet det året. År 2012 släppte hon bland annat låtarna "2012" och "Hajastani erge". 

## Diskografi

### Album
- 2007 – Kjange qo
- 2009 – Lujs chavarum

### Singlar
- 2009 – Lujs chavarum
- 2011 – Usum em xosel
- 2012 – 2012
- 2012 – Hajastani erge